# Oosterbeek
Oosterbeek es una localidad situada en la zona este de los Países Bajos en el municipio de Renkum en la provincia de Gelderland a unos cinco kilómetros al oeste de Arnhem.
La zona antigua de Oosterbeek es conocida como Benedendorp (Pueblo bajo) y una de sus zonas de mayor atractivo es Hervormde Kerk (Iglesia reformada), la cual posee algunas secciones de arquitectura que datan de la segunda mitad del siglo X.
Oosterbeek fue un municipio separado hasta 1818 cuando la zona fue dividida entre Doorwerth y el pueblo de Renkum. Durante el siglo XIX se edificaron varias mansiones en la parte alta al norte del pueblo antiguo. Una de estas mansiones, llamada De Hemelse Berg, fue destruida en 1944. Otra, llamada Hartenstein, es ahora el museo Hartenstein dedicado a la Batalla de Arnhem. La construcción de otros pequeños edificios en esa área llevó a la creación del Bovendorp (Pueblo alto). Al norte de la zona edificada se encuentra el cementerio de guerra Arnhem Oosterbeek.   
En Oosterbeek se encuentra también el Hotel de Bilderberg, lugar donde tuvo lugar en 1954 el primer encuentro del Grupo Bilderberg.
La localidad es también conocida por ser uno de los objetivos principales en la Operación Market Garden durante la II Guerra Mundial en la que la villa quedó seriamente dañada. En Oosterbeek tuvieron instalados sus puestos de mando el general alemán Walther Model y el general británico Roy Urquhart.

## Escuela de Oosterbeek

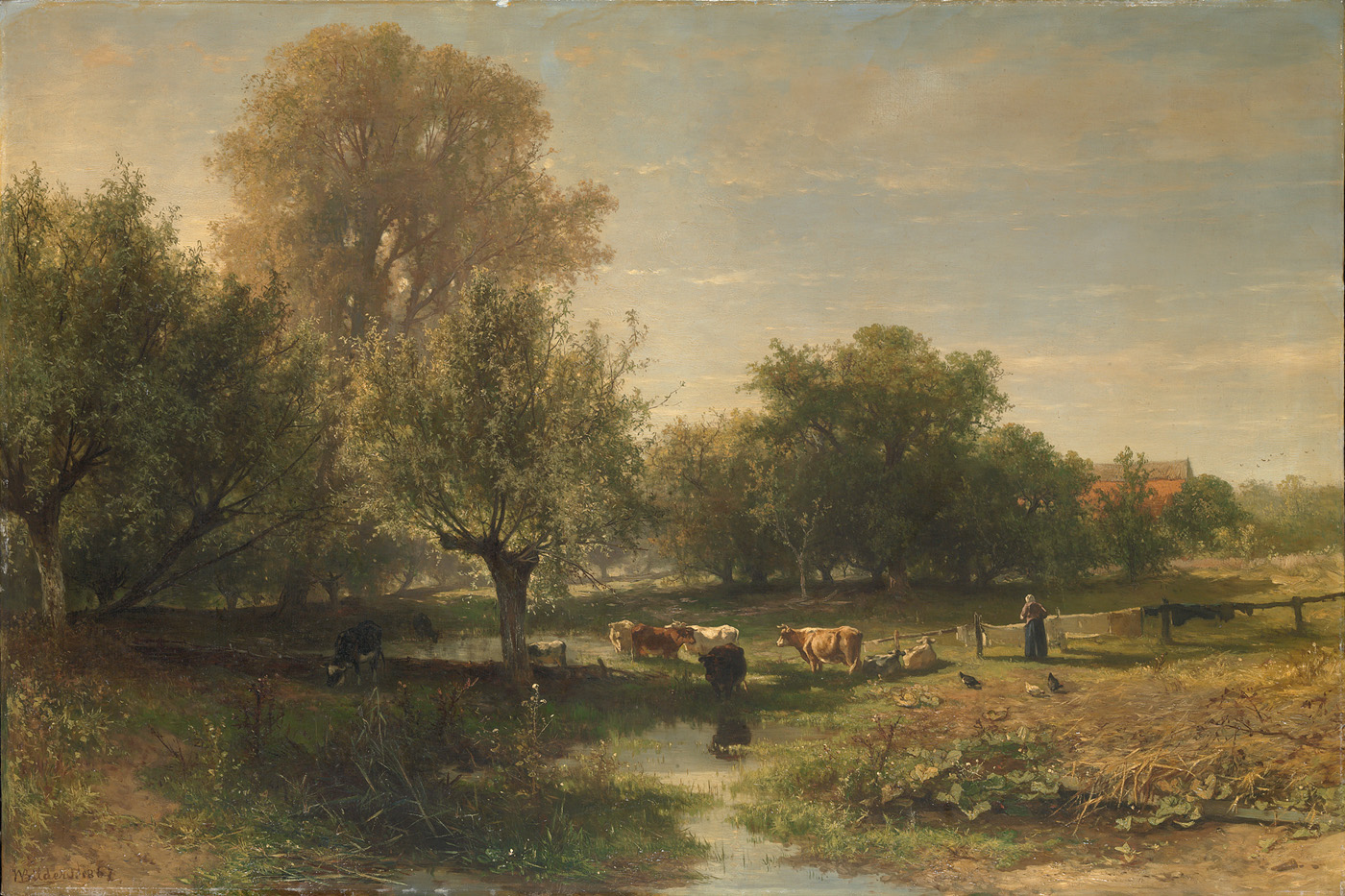
William Roelofs (1867): Paisaje con ganado en Osterbeek, Amsterdam Museum.

La Escuela de Oosterbeek es conocida, junto con el cercano pueblo de Wolfheze, por ser el lugar de nacimiento del Impresionismo holandés . Historiadores del Arte se refieren a Oosterbeek como la Barbizon del norte. El periodo más floreciente de la escuela transcurrió entre los años 1841 al 1870. Durante este tiempo fundaron el Pulchri Studio en La Haya dando comienzo a la segunda edad de oro de la pintura holandesa. De este modo se convirtieron en precursores del Arte moderno en los Países Bajos y germen de la denominada Escuela de La Haya. Algunos artistas que formaron parte de este movimiento en Oosterbeek fueron: Gerard Bilders, Paul Gabriël, Barend Cornelis Koekkoek, Jacob Maris, Matthijs Maris, Willem Maris, Anton Mauve, Hendrik Mesdag, Willem Roelofs y Jan Hendrik Weissenbruch. 

## Transporte
Oosterbeek tiene estación de ferrocarril que se inauguró el 16 de mayo de 1845 y pertenece a la línea Ámsterdam–Arnhem (Rhijnspoorweg). En el exterior de la estación se encuentra la parada de autobús que llega hasta Arnhem.

## Desfile de la aerotransportada
Se celebra cada año, el primer sábado de septiembre y recuerda a las tropas que se lanzaron en paracaídas sobre la zona en el marco de la operación Operación Market Garden. El evento se celebró por primera vez en 1947 y miles de personas se involucran en él realizando marchas de 10, 15 y hasta 25 kilómetros y a principios del siglo XIX también se añadió una marcha de 40 kilómetros.

## Lugares de interés

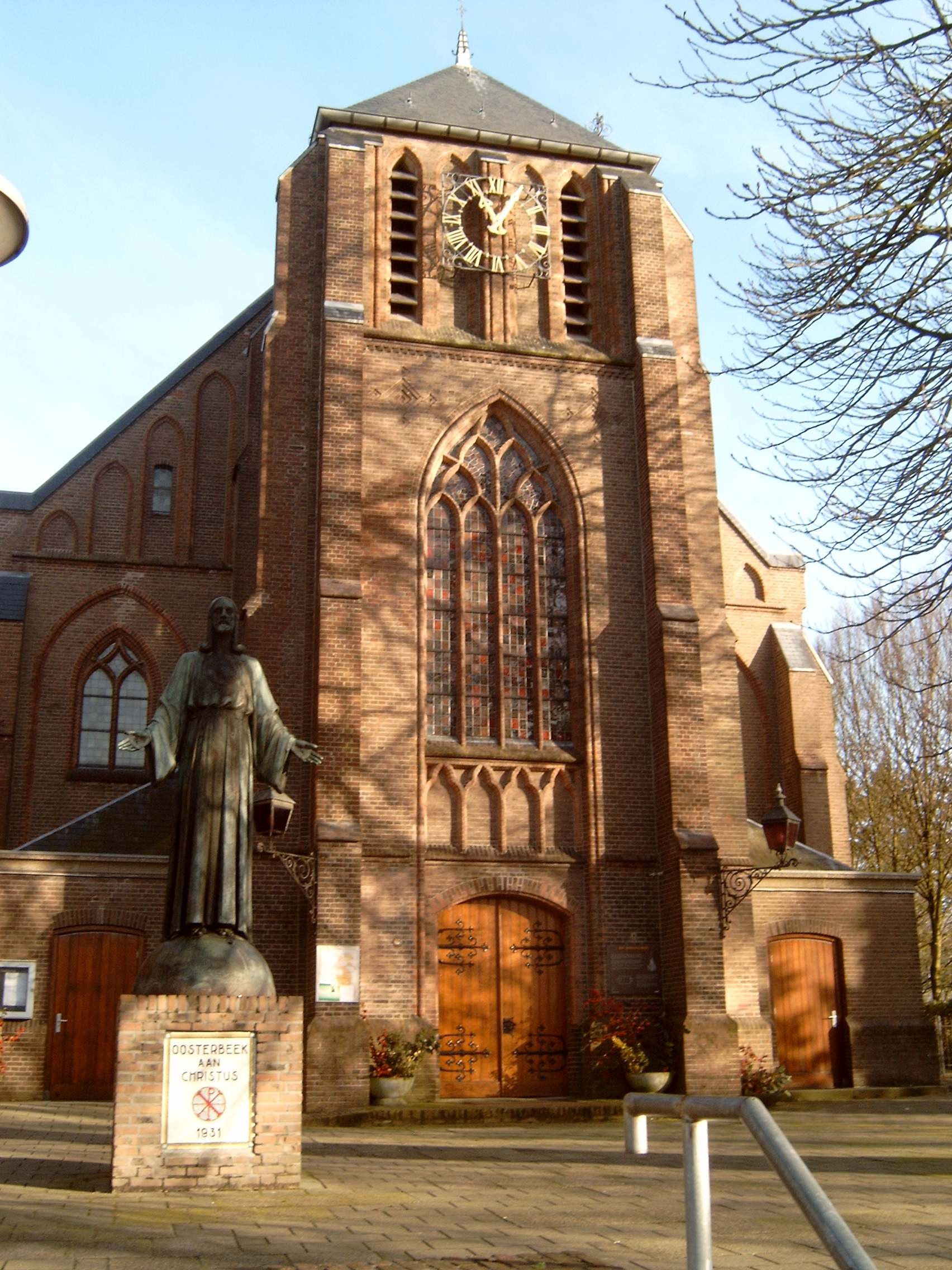
Iglesia católica de St. Bernulphus (1884)
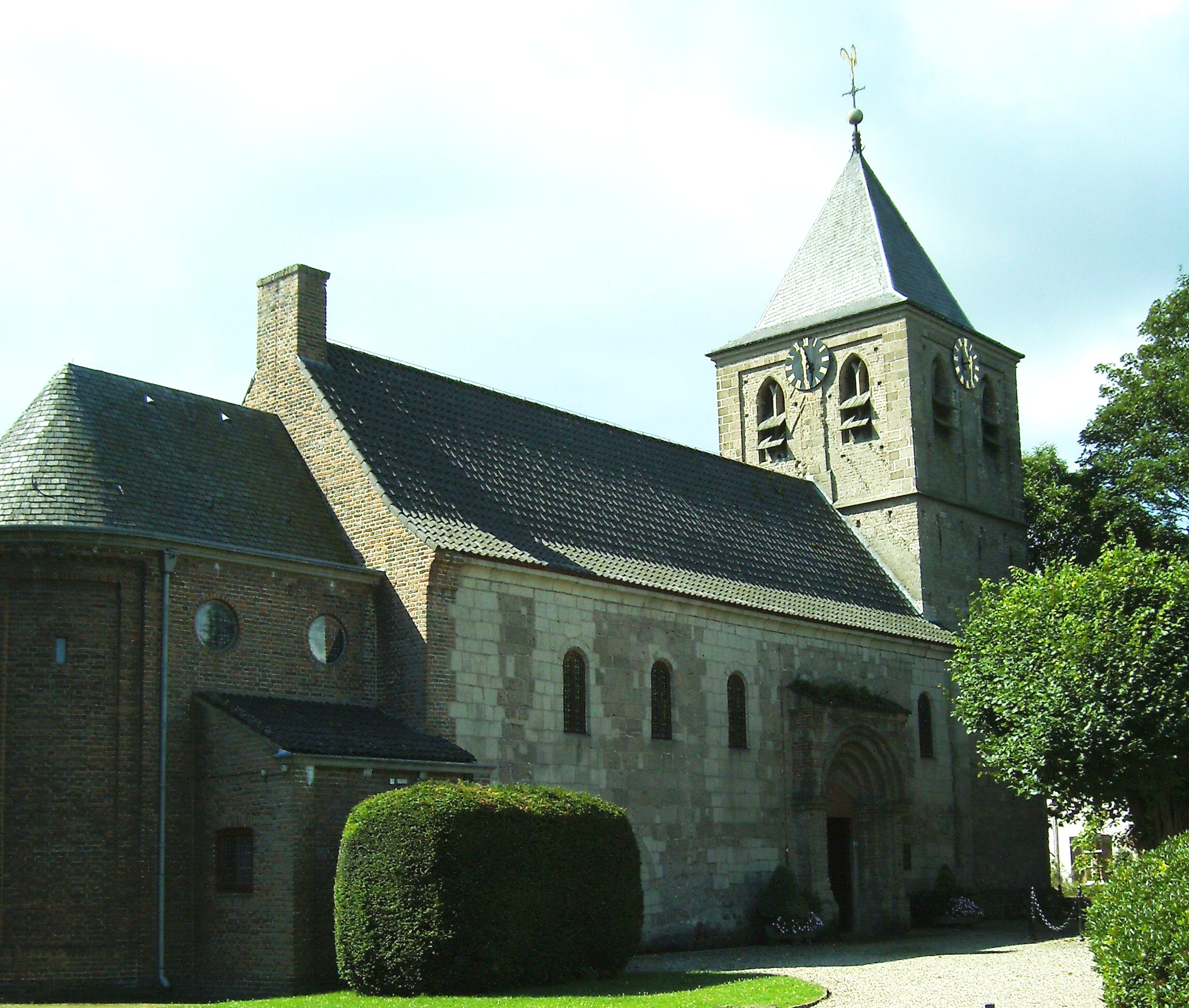
La Iglesia reformada
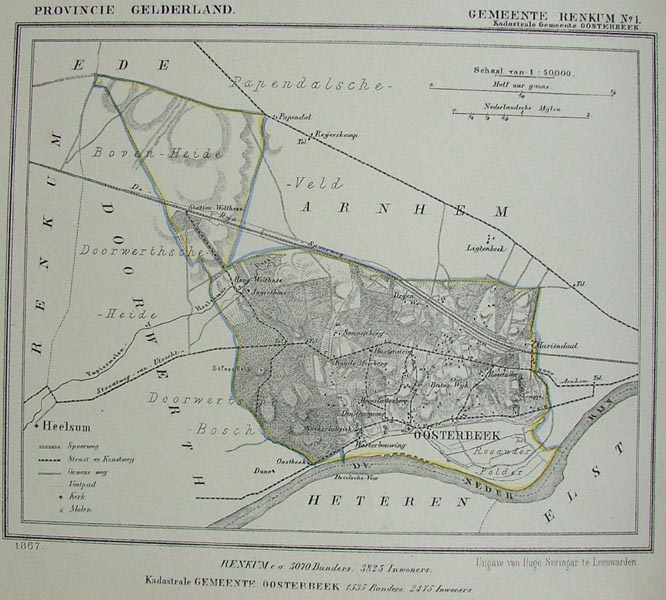
Mapa de Oosterbeek (1867)
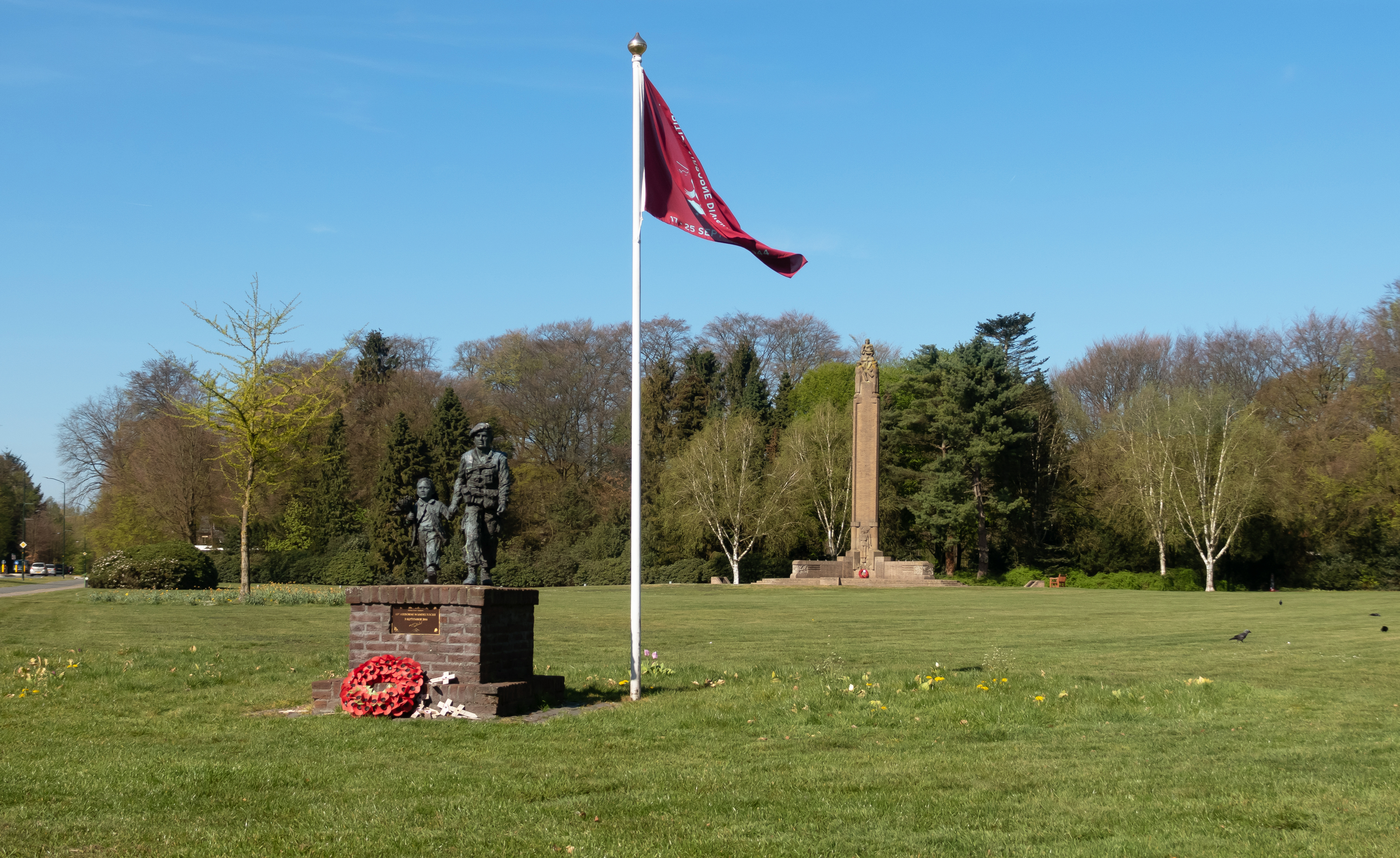
Dos monumentos de guerra (Soldado con la Niña de las flores en primer plano)
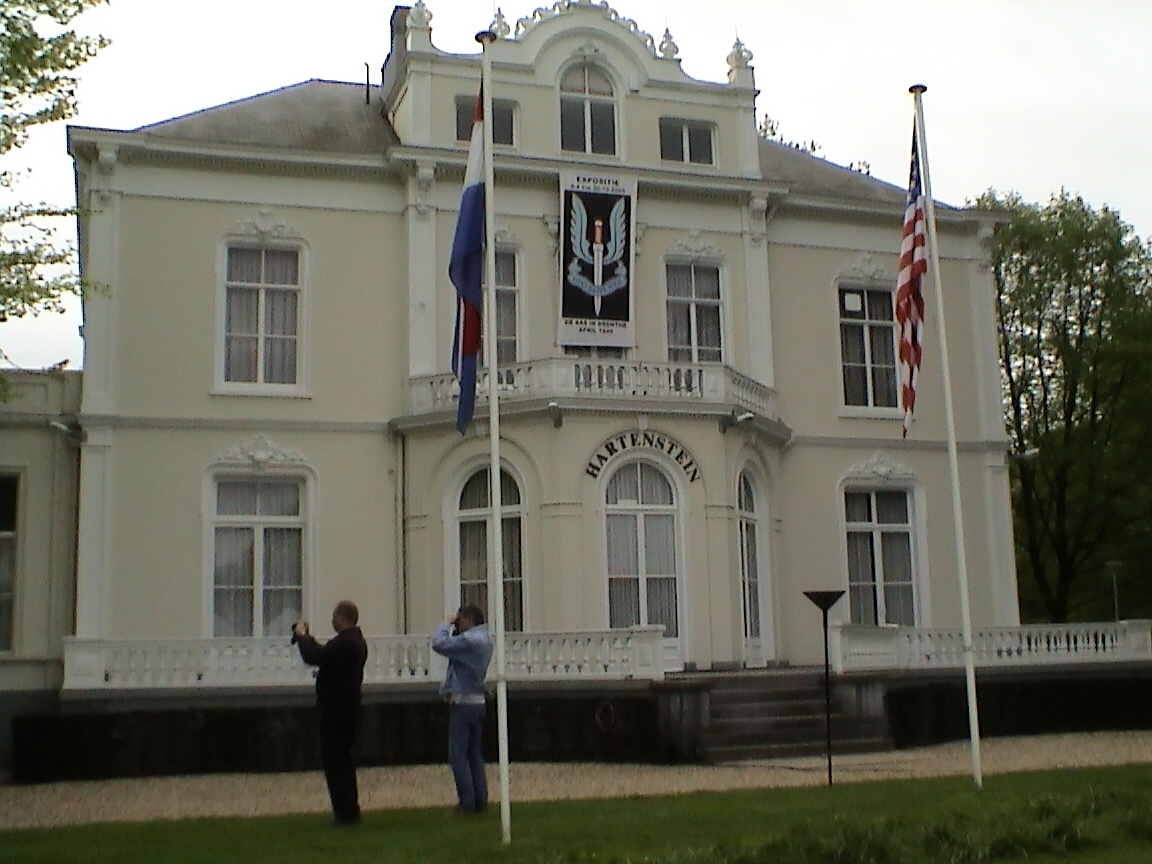
Hartenstein Airborne Museum